# Khalid Sheikh Hafiz
Sheikh Khalid Kamal Abdul Hafiz (Mubarakpur, 1 december 1938 - Rongotai, Wellington, 6 december 1999) was een Indiase imam die van 1982 tot 1999 de post bekleedde van hoogste godsdienstig adviseur van de Nieuw-Zeelandse islamitische minderheid.

## Carrière
Hafiz was een zoon van de Indiase islamitische geleerde Qazi Athar Mubarakpuri. Sheikh Hafiz werd in Mubarakpur India geboren en groeide op tijdens de nadagen van Brits-Indië. In zijn jeugd was hij getuige van de deling van de kolonie in India en Pakistan in 1947. Hij volgde opleidingen aan de Ehyal ul Uloom in Mubarakpur, daarna aan de Darul Uloom Deoband en studeerde vervolgens fiqh (islamitisch recht) aan de Islamitische Universiteit van Medina in Saoedi-Arabië (1962-1967). Na zijn afstuderen ging hij voor de islamitische missie werken en werd hij 14 jaar als docent in Ghana gedetacheerd.
In 1981 benoemde het Saoedische liefdadigheidsinstituut Darul Ifta, op verzoek van de International Muslim Association of New Zealand, Sheik Hafiz tot imam van de islamitische gemeenschap in de Nieuw-Zeelandse hoofdstad Wellington. Kort daarna werd hij aangesteld als geestelijk senior-adviseur van de nieuw opgerichte nationale islamitische organisatie in Nieuw-Zeeland, de Federatie van Islamitische Verenigingen van Nieuw-Zeeland (FIANZ).

## De imam
Als imam van de hoofdstad heeft Hafiz een belangrijke rol gespeeld in de ontwikkeling van zowel de lokale stedelijke islamitische gemeenschap, als van de hele islamitische minderheid van Nieuw-Zeeland in de jaren 1980 en 1990. In tegenstelling tot de afwisselend gekozen leden van het Uitvoerend Comité van de FIANZ, woonde Hafiz gedurende bijna twee decennia vrijwel alle vergaderingen bij. Ook nam hij deel aan en organiseerde mede de eerste nationale Koran-reciteercompetities. De imam heeft de interreligieuze dialoog met lokale christenen en joden zowel aangemoedigd als eraan deelgenomen. Met volharding predikte hij verdraagzaamheid en toegenegenheid.
Hafiz ging negen keer ter hadj en sprak Engels, Arabisch en Urdu. Hij gaf belangrijke spirituele en religieuze leiding aan de groeiende islamitische gemeenschap, vooral in de gebieden zonder een fulltime oelema. In juni 1996 vaardigde hij bij een belangrijke preek een verbod uit op Kava, dat moslims in Nieuw-Zeeland gebruikten als bedwelmend middel. Dit verbod werd later in het hele land verspreid via publicatieborden in de moskeeën.
Tijdens de oorlog in Irak in 1990 werd het Newtown Islamitisch Centre beklad met graffiti. De burgemeester van Wellington, Jim Belich, bood de lokale moslims in het openbaar excuses aan en riep op tot kalmte. Toen op 21 augustus Hafiz aan journalisten de materiële schade liet zien, viel een opgewonden buurman de bescheiden imam aan, beledigde Saddam Hoessein van Irak en bedreigde zowel de imam als de lokale moslims met geweld. Het incident werd vastgelegd door een fotograaf van The New Zealand Herald en een televisiecameraman. Deze foto kwam in Nieuw-Zeeland symbool te staan voor de oorlog in Irak en werd vervolgens door tal van media verspreid. "Peacelink", het tijdschrift van de Nieuw-Zeelandse vredesbeweging, zette de foto in 1990 op de voorpagina van hun oktober aflevering.

## Overlijden
Khalid Sheikh Hafiz overleed op 61-jarige leeftijd in Rongotai, een voorstad van Wellington. De plaatselijke krant kenschetste hem in een overlijdensbericht als een imam zoals imams behoren te zijn, maar zoals nauwelijks te vinden zijn.
Hij werd begraven te Makara Cemetery in Karori, Wellington. Zijn begrafenis werd door rond 400 mensen bijgewoond.
De impact van Hafiz had zich buiten Nieuw-Zeeland verbreid. Naar aanleiding van zijn dood ontvingen de moslims in Wellington tekenen van medeleven afkomstig van de 'Moslim Wereld Liga', de 'World Assembly of Muslim Youth' en van de moslims uit Fiji en Australië. Ook kwamen er condoleances uit Pakistan, Egypte, Jordanië, Saoedi-Arabië en de ambassades van Iran en Turkije in Wellington.
Na zijn overlijden zag de Federatie van Islamitische Verenigingen van Nieuw-Zeeland (FIANZ) zich gedwongen deze ene man te vervangen door een heel oelema-bestuur. Zijn schoonzoon, Sheikh Mohammed Amir, bekleedde sindsdien de post van imam van Wellington.